# Stimson Memorial Chapel

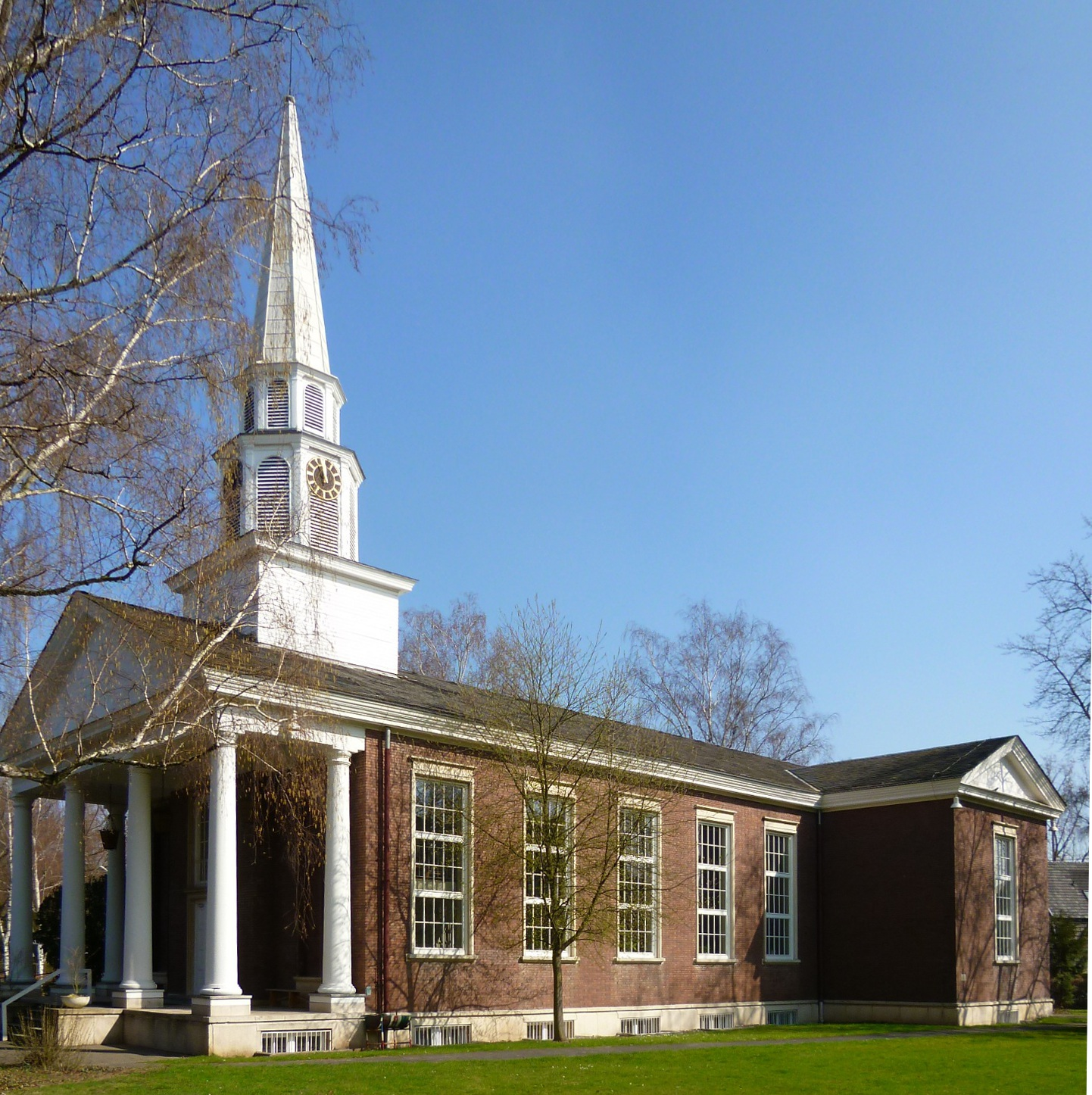
Stimson Memorial Chapel

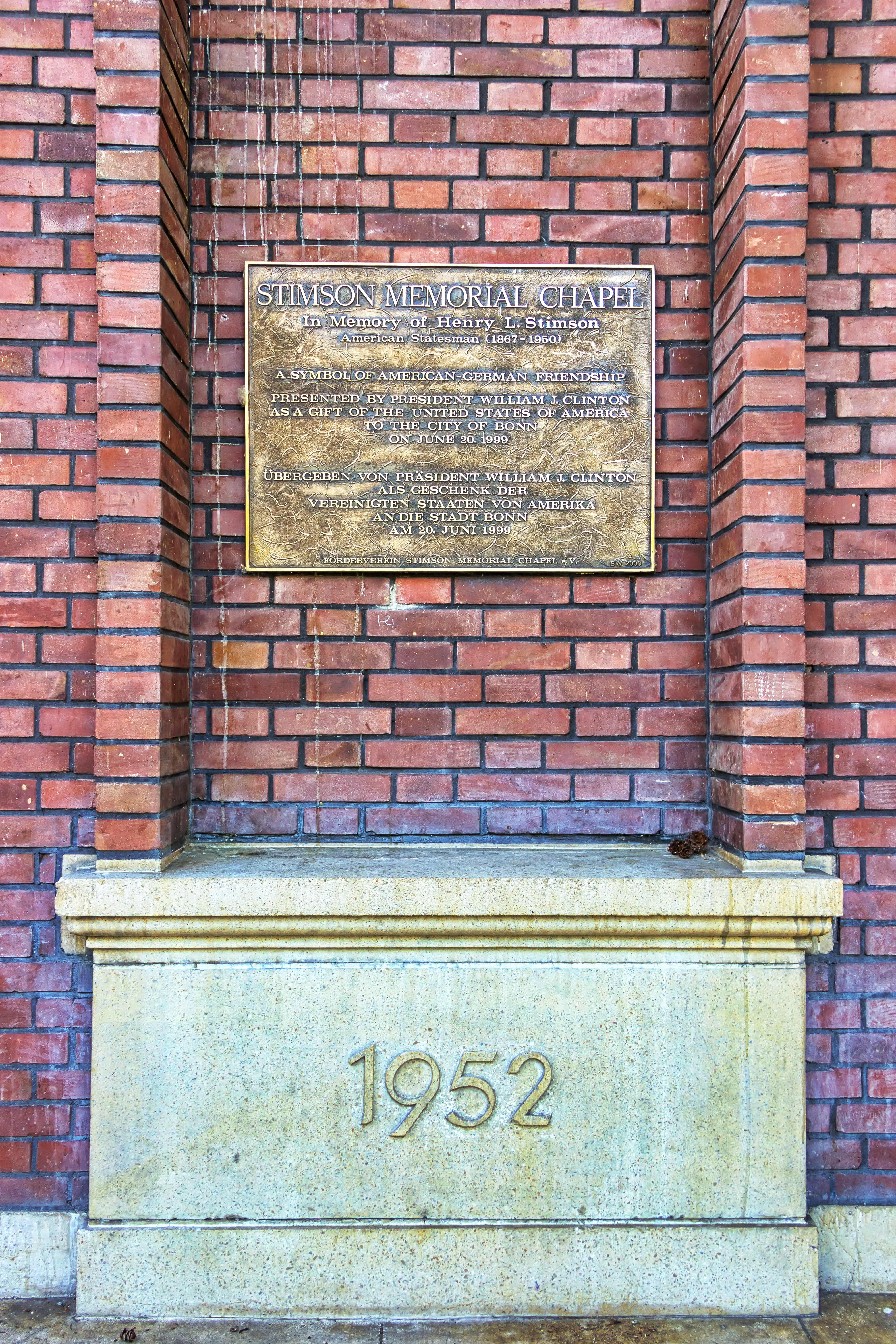
Grundstein und Gedenktafel

Die Stimson Memorial Chapel („Stimson Gedächtnis-Kapelle“) ist eine evangelische Kirche in Plittersdorf, einem Ortsteil des Bonner Stadtbezirks Bad Godesberg. Sie wird von der American Protestant Church genutzt. Die Kapelle liegt am südöstlichen Rand der HICOG-Siedlung Plittersdorf am rheinseitigen Ende der Kennedyallee (Hausnummer 150). Sie steht als Baudenkmal unter Denkmalschutz.

## Geschichte
Im Februar 1951 wurde in Plittersdorf mit der Errichtung der HICOG-Siedlung für die amerikanischen Angehörigen der Alliierten Hohen Kommission begonnen. Zu dieser Siedlung gehörte auch ein eigenes Gotteshaus für eine Nutzung durch alle Religionsgemeinschaften. Es wurde im Stil amerikanischer Kolonialarchitektur wie die HICOG-Siedlung nach einem Entwurf der Frankfurter Architektengemeinschaft Otto Apel, Rudolf Letocha, William Rohrer und Martin Herdt errichtet und aufgrund einer Entscheidung des US-Hochkommissars John Jay McCloy nach Henry L. Stimson, dem im Jahr 1950 verstorbenen früheren Kriegs- und Außenminister der USA, benannt. Die Weihe der Kapelle fand am 18. Juli 1952 statt. Die Orgel wurde 1952 von der Bonner Firma Johannes Klais gebaut. 1956 erhielt die Kapelle den offiziellen Status der Kapelle der Botschaft der Vereinigten Staaten in der Bundesrepublik.
Am 20. Juni 1999, kurz vor dem Umzug der Botschaft nach Berlin, wurde die Kapelle der Stadt Bonn geschenkt. US-Präsident Bill Clinton überreichte Oberbürgermeisterin Bärbel Dieckmann die Schlüssel in Bonn am Rande des G8-Gipfels in Köln. Im darauffolgenden Jahr wurde neben dem Eingang eine von Sigrid Wenzel gestaltete Gedenktafel zur Erinnerung an dieses Ereignis angebracht. Die Stadt hat die Kapelle der englischsprachigen American Protestant Church zur Nutzung überlassen. Die Eintragung der Kirche als Teil der HICOG-Siedlung in die Denkmalliste der Stadt Bonn erfolgte am 14. August 2000.

## Orgel
1952 erhielt die Kirche eine von Johannes Klais Orgelbau, Bonn (Opus 1038) erbaute Orgel mit elektrischen Trakturen, freistehendem Spieltisch und 20 Registern.
| I Hauptwerk C–g3 |       |
| Quintadena       | 16′   |
| Diapason         | 8′    |
| Liebl. Gedackt   | 8′    |
| Octav            | 4′    |
| Blockflöte       | 4′    |
| Schwegel         | 2′    |
| Sesquialtera II  | 2 ⁄3′ |
| Mixtur VI        |       |

| II Schwellwerk C–g3 |       |
| Rohrflöte           | 8′    |
| Salicional          | 8′    |
| Principal           | 4′    |
| Gemshorn            | 2′    |
| Sifflöte            | 1 ⁄3′ |
| Scharff IV-V        |       |
| Schalmey            | 8′    |
| Tremolo             |       |

| Pedal C–f1 |     |
| Subbass    | 16′ |
| Zartbass   | 16′ |
| Octavbass  | 8′  |
| Gedeckt    | 8′  |
| Choralbass | 4′  |
| Nachthorn  | 2′  |
| Fagotto    | 16′ |

- Koppeln: II/I, I/P, II/P
- Spielhilfen: 2 freie Kombinationen, eine freie Pedalkombination, Tutti, Einzelabsteller (Quintadena 16′, Zungen), Generalcrescendo, Schweller, Auslöser.